# Деренбах
Деренбах (њем. Dörrenbach) општина је у њемачкој савезној држави Рајна-Палатинат. Једно је од 74 општинска средишта округа Зидлихе Вајнштрасе. Према процјени из 2010. у општини је живјело 938 становника. Посједује регионалну шифру (AGS) 7337019.

## Географски и демографски подаци
Деренбах се налази у савезној држави Рајна-Палатинат у округу Зидлихе Вајнштрасе. Општина се налази на надморској висини од 295 метара. Површина општине износи 10,1 km². У самом мјесту је, према процјени из 2010. године, живјело 938 становника. Просјечна густина становништва износи 93 становника/km².